# 로빈 욘트
로빈 욘트(Robin R. Yount, /ˈjɒnt/, 1955년 9월 16일 ~ )는 전 미국의 야구 선수이다. 프로 경력 20년 동안 밀워키 브루어스에서만 뛰었다. 포지션은 유격수 혹은 중견수였다. 3회 올스타, 2회 아메리칸 리그 (AL) 최우수 선수상을 수상했다.